# Classe Houbei
La classe Houbei est le code OTAN désignant la classe de patrouilleurs lance-missiles chinois Type-022, en service au sein de la Marine chinoise. Le premier exemplaire, construit par les chantiers Hudong-Zhonghua Shipyard à Shanghai, a été lancé en avril 2004. Le design du navire, outre le fait que sa conception améliore sa furtivité, est basé sur un modèle de double coque, type catamaran, offrant une meilleure stabilité par rapport aux autres navires lance-missiles dans des conditions de mer agitée. Environ 83 exemplaires, fabriqués en trois vagues successives étalées sur sept ans, sont en service en 2011.
Le Pakistan a montré son intérêt pour le navire et négocié avec la Chine de le construire localement au chantier naval Karachi Shipyard.

## Conception

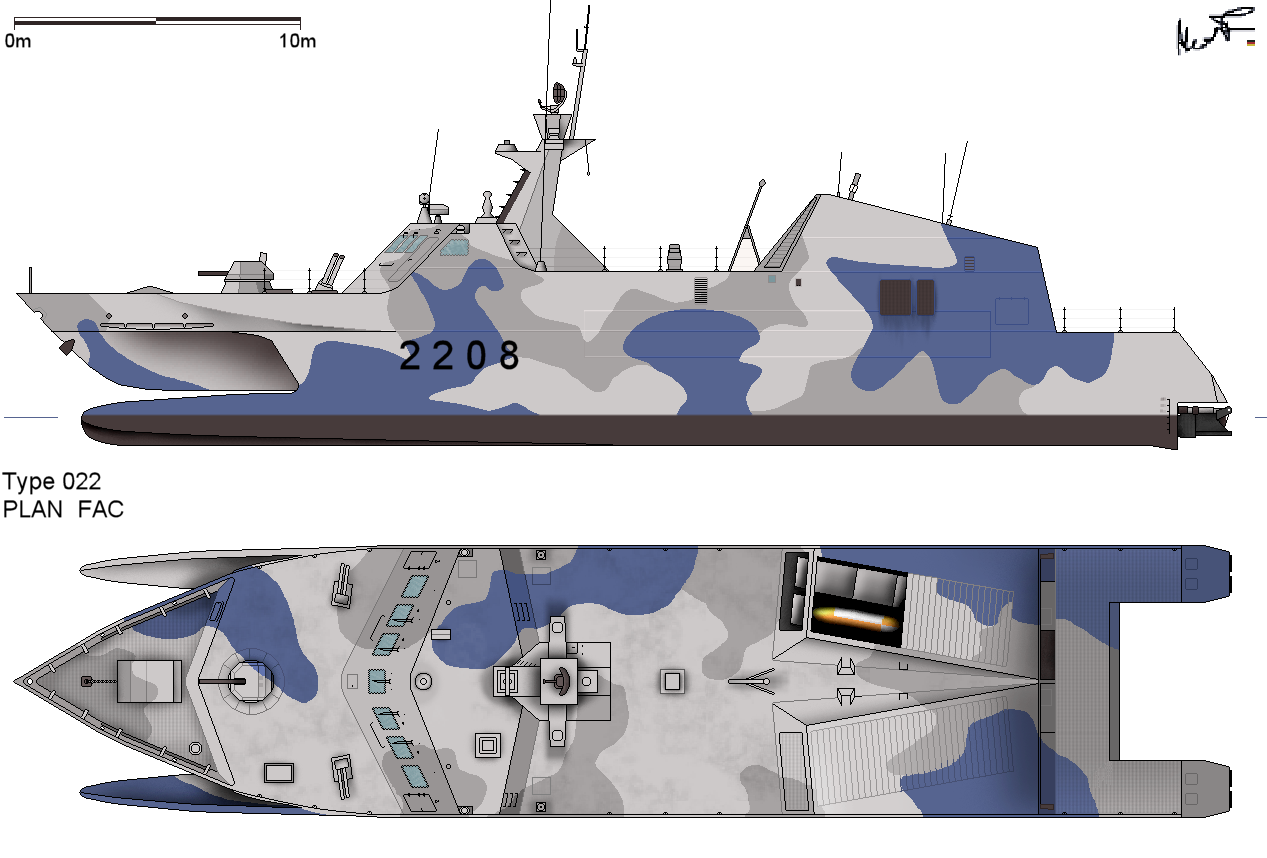
Illustration du bateau lance-missiles chinois modèle 2208 classe Houbei.

La classe Houbei marque l'entrée de la Chine sur la liste grandissante des nations équipées de navires lance-missiles rapides, qui compte déjà la Finlande avec la classe Hamina et la Norvège avec la classe Skjold. La conception en catamaran permet un gain de vitesse de l'ordre de 50% dans des conditions de mer agitée (dans lesquelles les monocoques ne peuvent évoluer qu'à la moitié voire moins de leurs capacités les plus élevées). De plus, la désorientation et le mal de mer sont significativement réduits, améliorant l'efficacité de l'équipage dans de telles conditions.
En plus de sa structure à géométrie furtive, la classe Houbei possède un système de commandes/communication avancé qui pourrait permettre à des AWACS ou à d'autres navires de guider les missiles du Type-022.

## Capacités
La classe Houbei est conçue pour patrouiller les zones côtières et opérer dans les eaux territoriales d'un état. Bien qu'armé de huit missile anti-navires, qui peuvent représenter une menace pour un bâtiment hostile, l'Histoire a montré que les bateaux lance-missiles de taille réduite n'ont eu que de piètres résultats lors d'affrontement navals importants face à des sous-marins et des aéronefs. La classe Houbei reste donc vulnérable quand elle opère sans couverture sous-marine ou aérienne.
Le design semble si furtif que le classe Houbei emporte un amplificateur de signature radar pour signaler sa présence au reste de la flotte.
Avec ces 43 m de long et 225 tonnes, il peut atteindre 38 nœuds grâce à une coque fine « perce-vagues ». Ce type d’étrave est généralement utilisé sur des ferrys et son emploi pour un navire militaire est une première. Autres caractéristiques inspirées des ferrys, la propulsion est assurée par un hydrojet ce qui permet d’obtenir un profil très hydrodynamique et une vitesse élevé.
Ce type de navire peut être efficace lors d’attaque de saturation. Ainsi, dix Types 022 attaquant une flotte ou un navire ennemi peuvent tirer une dizaine de missiles surface-surface C-803 chacun.